# Cephalotes pallidus
Cephalotes pallidus é uma espécie de inseto do gênero Cephalotes, pertencente à família Formicidae.